# Camille Muffat
Camille Muffat (28. oktober 1989 i Nice, Alpes-Maritimes - 9. marts 2015 ved Villa Castelli, Argentina) var en fransk kvindelig svømmer. Hun havde siden 2010 specialiseret sig i disciplinen fri. Den 29. juli 2012 vandt hun en olympisk guldmedalje ved OL i London i 400 meter fri og blev derved den fjerde franskmand, der opnåede dette.
Hun svømmede i svømmeklubben Olympic Nice Natation.
I 2014 annoncerede hun, at hun indstillede sin karriere, efter en uoverensstemmelse med sin træner. Hun døde i 2015 i en helikopterulykke ved Villa Castelli i Argentina, 25 år gammel.